# Juha Kankkunen
Juha Matti Pellervo Kankkunen (* 2. dubna 1959, Laukaa) je bývalý finský automobilový závodník.
Proslavil se zejména v závodech rally - v seriálu Mistrovství světa v rallye závodil v letech 1979, 1982–2002 a 2010. Čtyřikrát se stal mistrem světa (1986, 1987, 1991, 1993), jednou s Peugeotem 205, dvakrát s Lancií Delta a jednou s Toyotou Celica. Kromě toho byl jednou druhý (1992) a třikrát třetí (1989, 1990, 1994). Odjel 162 závodů, z nichž 23 vyhrál. 75x stál na stupních vítězů. Vystřídal týmy Toyota, Peugeot, Lancia, Ford, Subaru, Hyundai.